# Néprajzi Múzeum (Pécs)
A pécsi Néprajzi Múzeum Baranya vármegye magyar és nemzetiségi népcsoportjainak tárgyi és szellemi kultúráját őrzi, kutatja és mutatja be. Itt van az ország második legnagyobb textilgyűjteménye. A múzeumnak helyt adó műemléki védelmű épület az 1870 körül épült romantikus stílusban.
Igen tekintélyes a népi bútor-, a kerámia- és a szakrális gyűjtemény. A kiállított textilek között megtaláljuk a korai úri hímzéseket, a 18. századi szűrhímzéseket, a remek ormánsági szőtteseket és a baranyai népcsoportok komplett viseleteit.
A múzeum gyűjteményének egy része az 1898-ban alakult Dr. Majorossy Imre Városi Múzeumból származik. A népi kultúra valamennyi anyagi és szellemi emlékét gyűjti. A mintegy 30 ezer műtárgyat számláló anyag magában foglalja az ország második legnagyobb textilgyűjteményét, ezen belül a 10 ezer tételes Zsolnay-Mattyasovszky-kollekciót.
Számottevő, több mint 50 ezer felvételből álló fotógyűjteménye és adattára van.
1907-ben Lukácsy Imre diósviszlói református lelkész gyűjteménye jelenti a múzeum alapját, ami az ormánsági néprajzi elemeket mutatja be. Két évvel később állami segéllyel Marosi Arnold gyűjtött néprajzi tárgyakat. A múzeum eredetileg a Rákóczi út 11-ben volt, majd 1933-ban költözött át a mai helyére. 1949-ben államosították a megyei múzeumot, és összevonták a régészeti és a néprajzi anyagokat.
1949-ben Kodolányi János személyében szakember került a néprajzi osztályra. 2003-ra az ország második legnagyobb néprajzi gyűjteménye lett.